# Eunicella cavolinii
La gorgonia gialla (Eunicella cavolinii Koch, 1887) è un ottocorallo della famiglia Gorgoniidae che cresce su fondali rocciosi solitamente tra i 10 e i 150 metri.

## Descrizione

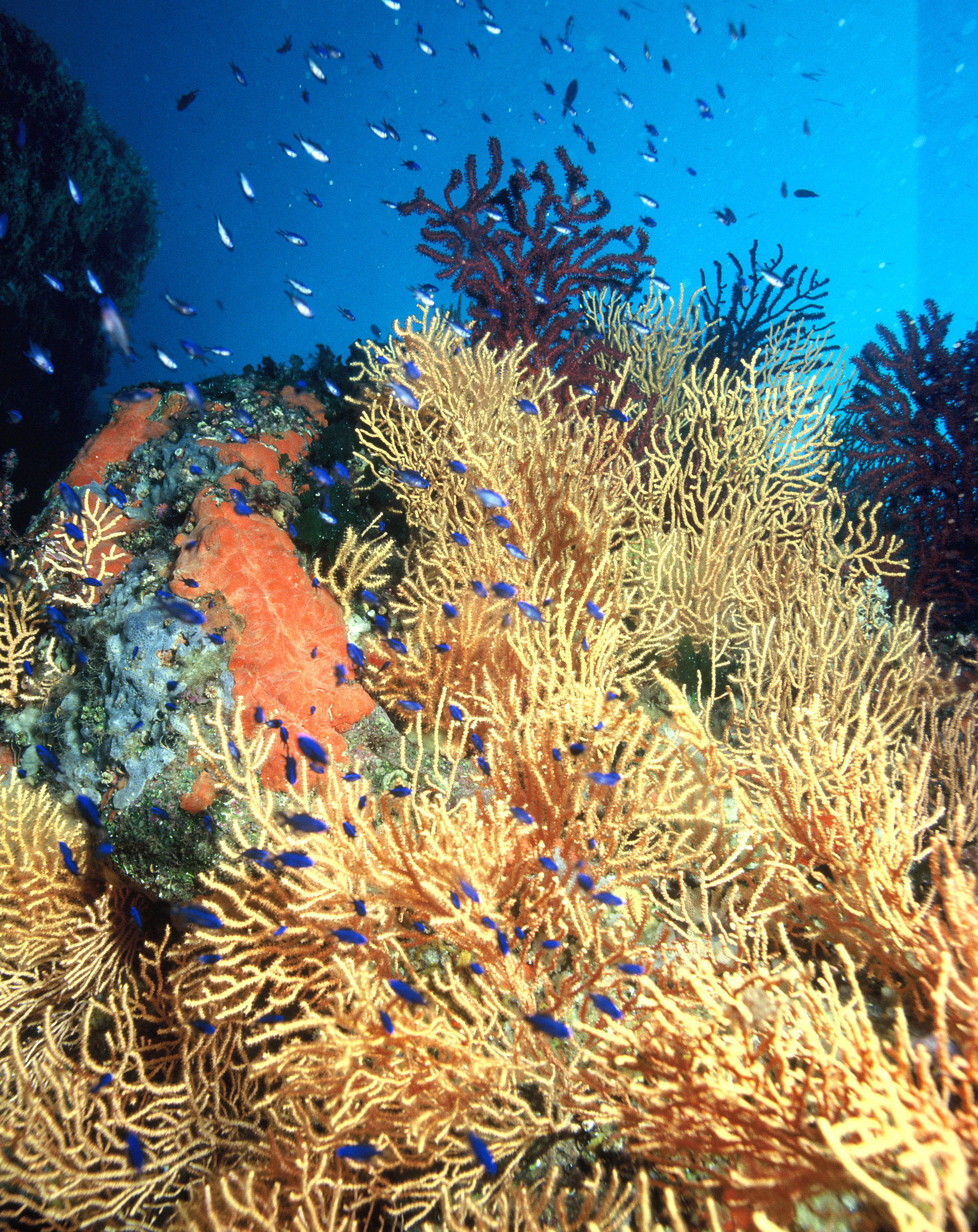
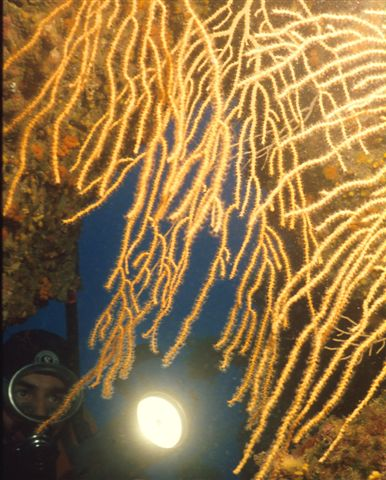
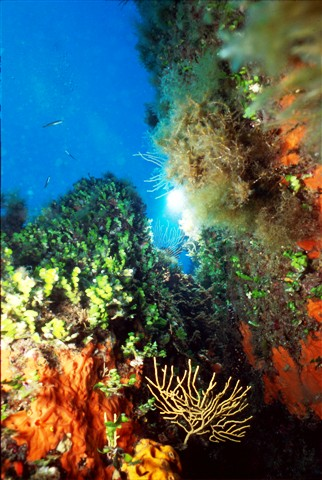

Forma colonie arborescenti di colore giallo o, più raramente, bianco, alte sino a 40–50 cm, disposte in modo perpendicolare alla corrente, con ramificazioni molli e flessibili. I polipi sono di colore più chiaro rispetto alla ramificazione.

## Distribuzione e habitat
È una specie tipica del Mar Mediterraneo ove popola i fondali rocciosi a partire dai 10 metri e fino ai 150 di profondità. Spesso vive associata alla Paramuricea clavata.